# Museo Papa Luciani

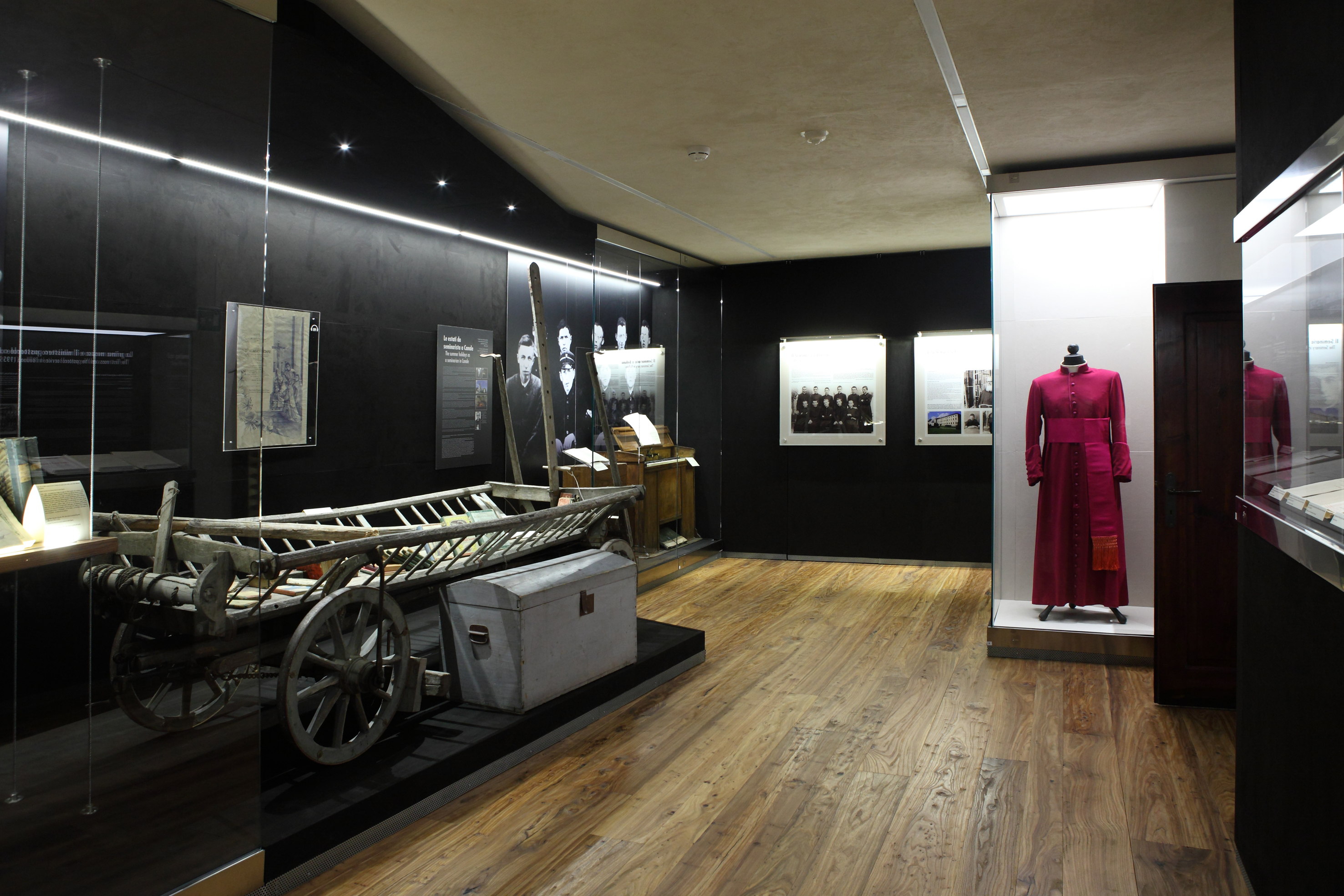
Inrichting van het Museum

Het Museo Papa Luciani is een museum, gewijd aan leven en werk van Albino Luciani, de latere paus Johannes Paulus I, die in 1978 paus Paulus VI opvolgde en slechts 33 dagen paus was. Het museum is gevestigd in de pastorie van de stad Canale d'Agordo, waar Luciani werd geboren. Het museum is hier vooralsnog provisorisch ondergebracht, in afwachting van de restauratie van enkele andere gebouwen, waaronder het oude gemeentehuis, waarin het museum in de toekomst zal worden gevestigd.
Het Museum bestaat uit twee zalen. In de grote zaal wordt aan de hand van foto's documenten en artefacten een beeld geschetst van het leven van Albino Luciani. De andere zaal is ingericht als bibliotheek, waar boeken, documenten en gebruiksvoorwerpen uit de periode van Luciani's leven zijn tentoongesteld. Ook is hier een ex voto ter nagedachtenis aan de paus geplaatst.
In de grote hal zijn acht vitrines opgesteld. Deze hebben betrekking op:
- eerste vitrine: de jeugd van Luciani in Forno di Canale (1912-1935)
- tweede vitrine: priesterschap: Feltre, Canale, Belluno, Canale (1923-1958)
- derde vitrine: bisschop van Vittorio Veneto (1958-1969)
- vierde vitrine: Patriarch van Venetië en kardinaal (1969-1978)
- vijfde vitrine: het Conclaaf (augustus 1978)
- zesde vitrine: het begin van Luciani's pontificaat (september 1978)
- zevende vitrine: het pontificaat (3 - 28 september 1978)
- achtste vitrine: de dood van Luciani (28 september 1978)

Het museum wordt beheerd door de Fondazione Papa Luciani Giovanni Paolo I, die werd opgericht in 2009. Doelstelling van deze stichting is om informatie over leven en werk van paus Johannes Paulus I openbaar te maken. Daartoe is het museum het belangrijkste medium. Daarnaast organiseert de stichting lezingen (die vaak in het museum plaatsvinden) en excursies. Ook stelt de stichting zich ten doel om pelgrimages naar het geboortedorp van de paus te faciliteren.